# It’s My Life (Bon-Jovi-Lied)
It’s My Life ist ein Rocksong der US-amerikanischen Band Bon Jovi, der als erste Single aus ihrem siebten Studioalbum Crush ausgekoppelt wurde. Die Erstveröffentlichung fand in Europa am 2. Mai und in den USA am 23. Mai 2000 statt. Musik, Text und Produktion stammen von Jon Bon Jovi, Richie Sambora und Max Martin.
Die Single erreichte in den USA Platz 33 der Charts, und Bon Jovi ist damit eine der wenigen Bands, die nach dem kommerziellen Höhepunkt mit Glam Metal in den 1980ern im neuen Jahrhundert einen Top-40-Hit in den US-amerikanischen Charts landen konnte. In Deutschland war der Song der offizielle Titel zur Fußball-Europameisterschaft 2000 für das ZDF.

## Text
In dem Song wurde, wie bereits in Livin’ on a Prayer, eine Talkbox eingesetzt. Zudem zitiert der Song den Bon-Jovi-Klassiker: Ein Vers in der zweiten Strophe lautet „Like Tommy and Gina, who never backed down“. Tommy und Gina sind ein fiktives Paar, um das sich der Inhalt von Livin’ on a Prayer drehte. Ebenso kommen diese beiden Figuren im Song 99 In the Shade auf dem Album New Jersey (1988) vor, wo es heißt: „Somebody even tells me Tommy’s comin’ down tonight, if Gina says it’s alright“.

„Die Idee mit Tommy und Gina ist eine Hommage an unsere alten Fans, die uns von Anfang an treu sind.“

Außerdem enthält der Text eine Reverenz an Frank Sinatra und dessen Lied My Way.

“My heart is like an open Highway,
like Frankie said, I did it my Way”

“I’ve lived a life that’s full. I’ve traveled each and ev’ry highway;
And more, much more than this, I did it my way.”

Dabei hatten sich Richie Sambora und Jon Bon Jovi über diese Stelle des Refrains gestritten. Jon Bon Jovi beharrte darauf, dass Frank Sinatra im Text erhalten bleibt, obwohl Richie Sambora unklar war, warum sie diese Reverenz zu Frank Sinatra bräuchten. Jedoch sei es vielen gar nicht aufgefallen, dass von Frank Sinatra die Rede ist, und hätten Frankie für eine fiktive Person gehalten, die jeder Hörer des Liedes sich als seinen eigenen Frankie aussuchen könne. Jon Bon Jovi sieht darin die besondere Magie des Liedes.

## Musikvideo
Das Musikvideo von Wayne Isham erzählt von einem Jugendlichen namens Tommy, der im Internet eine Live-Übertragung eines Bon-Jovi-Konzerts sieht, bei dem seine Freundin im Publikum steht. Über ihr Handy teilt sie ihm mit, er solle zu ihr kommen. Er macht sich auf den Weg, läuft durch Los Angeles und erlebt dabei einige Abenteuer. Das Video wurde vom Film Lola rennt inspiriert und von den Musiksendern oft an einer Stelle zensiert, als der Hauptdarsteller von einer Brücke springt und sofort nach der Landung beinahe vom Auflieger eines LKWs überrollt wird.
Die Dreharbeiten zum Video fanden am 19. März 2000 im Second Avenue Tunnel von Los Angeles statt, der dafür gesperrt wurde. Das Video endet damit, dass der Junge seine Freundin zum Ende des Liedes im Tunnel trifft, sie ihn fragt, wo er gewesen sei, und er ihr sagt, dass sie es ihm nicht glauben würde.
Am 30. Juni 2021 erreichte das Musikvideo auf YouTube eine Milliarde Aufrufe.

## Preise
Preise
- ASCAP Pop Music Awards
  - 2000: in der Kategorie „One of the Greatest Songs of the Year“

- VH1 My Music Awards
  - 2000: in der Kategorie „Video of the Year“

Nominierungen
- Grammy Awards
  - 2001: Best Rock Performance by a Duo or Group with Vocal

## Kommerzieller Erfolg

### Chartplatzierungen
| ChartsChartplatzierungen       | Höchstplatzierung | Wochen |
| ------------------------------ | ----------------- | ------ |
| Deutschland (GfK)              | 2 (32 Wo.)        | 32     |
| Österreich (Ö3)                | 1 (34 Wo.)        | 34     |
| Schweiz (IFPI)                 | 1 (33 Wo.)        | 33     |
| Vereinigte Staaten (Billboard) | 33 (20 Wo.)       | 20     |
| Vereinigtes Königreich (OCC)   | 3 (17 Wo.)        | 17     |

| ChartsJahrescharts (2000) | Platzierung |
| ------------------------- | ----------- |
| Deutschland (GfK)         | 5           |
| Österreich (Ö3)           | 2           |
| Schweiz (IFPI)            | 3           |

### Auszeichnungen für Musikverkäufe
| Land/Region                  | Auszeichnungen für Musikverkäufe (Land/Region, Auszeichnung, Verkäufe) | Verkäufe  |
| ---------------------------- | ---------------------------------------------------------------------- | --------- |
| Australien (ARIA)            | 6× Platin                                                              | 420.000   |
| Belgien (BRMA)               | Platin                                                                 | 50.000    |
| Brasilien (PMB)              | Gold                                                                   | 30.000    |
| Dänemark (IFPI)              | Platin                                                                 | 90.000    |
| Deutschland (BVMI)           | Platin                                                                 | 500.000   |
| Frankreich (SNEP)            | Silber                                                                 | 125.000   |
| Italien (FIMI)               | Platin                                                                 | 50.000    |
| Japan (RIAJ)                 | Gold (Downloads) · + Gold (Mobile Downloads)                           | 200.000   |
| Neuseeland (RMNZ)            | 2× Platin                                                              | 60.000    |
| Niederlande (NVPI)           | Gold                                                                   | 40.000    |
| Österreich (IFPI)            | Platin                                                                 | 50.000    |
| Schweden (IFPI)              | Platin                                                                 | 30.000    |
| Schweiz (IFPI)               | Platin                                                                 | 50.000    |
| Spanien (Promusicae)         | 2× Platin                                                              | 120.000   |
| Vereinigte Staaten (RIAA)    | 3× Platin                                                              | 3.000.000 |
| Vereinigtes Königreich (BPI) | 2× Platin                                                              | 1.200.000 |
| Insgesamt                    | 1× Silber · 4× Gold · 22× Platin ·                                     | 6.015.000 |

Hauptartikel: Bon Jovi/Auszeichnungen für Musikverkäufe

## Coverversionen
- 2003: Bon Jovi (It’ My Life 2003)
- 2005: Paul Anka
- 2010: Glee Cast
- 2013: Helene Fischer und Sunrise Avenue (Die Helene Fischer Show)

Auf dem Kompilationsalbum This Left Feels Right von 2003 sind die größten Hits von Bon Jovi in neuen, zumeist etwas ruhigeren und langsameren Varianten zu hören. It’s My Life ist darauf als langsame Klavierballade zu finden und wurde außerdem als Single veröffentlicht, die Platz 45 der deutschen und Platz 17 der österreichischen Charts erreichte. Diese langsamere Variante hat Bon Jovi auch bei MTV Unplugged 2007 zusammen mit Tyson Ritter und Nick Wheeler von den The All-American Rejects gespielt.